# False Bay
False Bay er en stor havbugt længst mod sydvest i Sydafrika. Bugten er åben mod syd, mens den på de tre af siderne har kyststrækninger med Kaphalvøen og Kap Det Gode Håb mod vest, Cape Towns forstæder mod nord og Cape Hangklip mod øst.
False Bay ("Den falske bugt") har sit navn fra sejlskibenes tid, hvor det ikke sjældent skete, at skibe på vej østfra rundt om Afrika tog fejl af klippernes form – Cape Hangklips konturer ligner kystens konturer ved Kap Det Gode Håb – og stævnede indad i bugten for fulde sejl i visheden om, at Afrika nu var rundet. Det kunne koste store indsatser at få skuden vendt i tide og derefter ned og runde det næste forbjerg.

## Flådebase
Sydafrikas største flådestation ligger i Simon's Town, som ligger på vestsiden af False Bay, omtrent halvvejs nede ad kaphalvøen. Under 2. Verdenskrig blev området omkring flådestationen sikret med tungt artilleri, opstillet i betonbunkere rundt om på kysten. De opstillede kanoner kom dog ikke i brug, da Simon's Town aldrig blev angrebet. Selv om mange af de opstillede kanoner for længe siden er fjernet, er der dog stadig kanonstillinger langs kysten af False Bay, hvor kanonerne fortsat er på plads.